# Philoliche fuscanipennis
Philoliche fuscanipennis är en tvåvingeart som först beskrevs av Macquart 1855.  Philoliche fuscanipennis ingår i släktet Philoliche och familjen bromsar. Inga underarter finns listade i Catalogue of Life.